# 西ノ海嘉治郎 (2代)
西ノ海 嘉治郎（2代）（にしのうみ かじろう、1880年2月6日 - 1931年1月27日）は、鹿児島県熊毛郡種子島（現・鹿児島県西之表市）出身で井筒部屋に所属した大相撲力士。第25代横綱。本名は牧瀬 休八（まきせ きゅうはち）で、後に近藤 休八（こんどう きゅうはち）。

## 来歴

### 入門～入幕
1880年に鹿児島県で農業と木挽を営む家の二男として生まれる。15歳で既に「島一番の大男」と言われるまで成長したことから、近所の人に角界入りを勧められるが父親が反対していたところへ、巡業に来た井筒（初代西ノ海という説もある）から熱心に勧誘されて入門した。1900年1月場所で初土俵を踏む。四股名は出身地に因んで「種子ヶ島」とした。
入門時から有望視されたので序二段ながら幕下の申し合いに加わったものの、抵抗を見せずに軽く捻られたことが井筒の逆鱗に触れて足腰が立たなくなるまで青竹で打ちのめされた。堪らずに脱走して東京駅で鹿児島方面の列車を待つ間に発見されて連れ戻されたが、井筒からも反省の言葉と金一封をくれたので、以後の稽古ではさらに身が入って強味を増した。1回の改名を経て、1906年5月場所で「錦洋与三郎」として新入幕を果たす。

### 横綱昇進～現役引退
1908年11月に師匠の8代井筒が死去したことに伴い、関脇だった1909年6月場所より四股名を西ノ海灘右エ門へ改名し、同時期に二枚鑑札で9代井筒を襲名した。1910年1月場所で大関へ昇進した。1912年1月場所8日目、当時43連勝中だった太刀山峯右エ門を叩き込みで破った。太刀山峯右エ門はこの後56連勝を記録したため、この敗戦が無ければ100連勝が達成されていたかもしれないと言われている。この敗戦には太刀山は晩年までかなり拘りを見せていたようで、廃業後はこの一番について八百長を仄めかす発言をしている。ただし、この連勝中には休場も含まれている。大関在位中の1914年1月場所より（2代）西ノ海嘉治郎を襲名した。
1915年にはアメリカ巡業に参加した。
1916年1月場所は8勝1分1休の土つかずで史上最高齢での初優勝を果たし、翌月になって吉田司家から横綱免許を授与された。
しかし、この時ですでに晩年期に当たっており、在位5場所で皆勤は新横綱だった1916年5月場所のみに終わっている。全盛期には鳳谷五郎と熱戦を繰り広げていたが、1918年5月場所限りで現役引退。

### 引退後～自殺
引退後は初代西ノ海の後を継いで年寄・井筒を襲名。三代目西ノ海を始め、豊國福馬・錦洋与三郎・宮城山正見・逆鉾盛吉・一ノ濵善之助・泉洋藤太郎・星甲実義を育成し、先代井筒が部屋を興して以来最高となる繁栄を築いた。温厚な性格で人望もあったことから日本相撲協会取締を務めたが、2度目の任期の途中に役員改選で東西両陣営から「6名ずつ選出」とした談合を破って井筒系の年寄を増やしたことが反陣営からの逆鱗に触れ、取締を途中辞任して1931年1月27日に自殺した。50歳没。

## 主な成績
- 現役在位：38場所
- 十両在位：2場所
- 十両成績：11勝5敗2分2預
- 幕内在位：25場所
- 幕内成績：106勝38敗27分9預70休 勝率.736
- 大関在位：13場所
- 大関成績：63勝22敗18分8預19休 勝率.741
- 横綱在位：5場所
- 横綱成績：12勝5敗33休 勝率.706
- 三役在位：4場所（関脇4場所、小結なし）
- 幕内最高優勝：1回（1916年1月場所）
- 他幕下在位時の対十両戦の3場所5勝2敗の記録がある。

### 場所別成績
- 当時の幕下以下の星取・勝敗数等に関する記録については2024年現在相撲レファレンス等のデータベースに登録がないため、成績表では幕下以下の勝敗数等は暫定的に対十両戦の分のみを示す。

| 1900年 （明治33年） | （前相撲）                    | 東序ノ口17枚目 –                |
| 1901年 （明治34年） | 東序二段25枚目 –              | 西三段目45枚目 –                |
| 1902年 （明治35年） | 西三段目14枚目 –              | 西幕下38枚目 –                  |
| 1903年 （明治36年） | 西幕下40枚目 –                | 西幕下19枚目 –                  |
| 1904年 （明治37年） | 東幕下17枚目 0–1 （対十両戦） | 東幕下11枚目 1–0 （対十両戦）   |
| 1905年 （明治38年） | 西幕下4枚目 4–1 （対十両戦）  | 東十両6枚目 6–3 (1預)           |
| 1906年 （明治39年） | 西十両筆頭 5–2 (2引分)(1預)   | 西前頭10枚目 3–4–1 (1引分)(1預) |
| 1907年 （明治40年） | 西前頭7枚目 3–1–6             | 西前頭8枚目 6–1–1 (2引分)       |
| 1908年 （明治41年） | 西関脇 4–2–1 (3引分)          | 西関脇 7–1–1 (1引分)            |
| 1909年 （明治42年） | 東関脇 3–0–7                  | 東関脇 5–2–1 (2引分)            |
| 1910年 （明治43年） | 東大関 2–1–2 (3引分)(2預)     | 東大関 1–1–7 (1預)              |
| 1911年 （明治44年） | 東張出大関 6–1 (2引分)(1預)   | 東張出大関 1–2–5 (1引分)(1預)   |
| 1912年 （明治45年） | 西張出大関 7–1 (2引分)        | 東張出大関 7–2 (1引分)          |
| 1913年 （大正2年） | 東大関 4–3 (2引分)(1預)       | 西大関 5–3 (2引分)              |
| 1914年 （大正3年） | 西大関 6–2 (1引分)(1預)       | 東大関 6–3 (1引分)              |
| 1915年 （大正4年） | 東大関 4–1–3 (1引分)(1預)     | 東大関 6–2–1 (1引分)            |
| 1916年 （大正5年） | 東大関 8–0–1 (1引分)          | 東張出横綱 8–2                  |
| 1917年 （大正6年） | 西横綱 2–2–6                  | 西張出横綱 2–1–7                |
| 1918年 （大正7年） | 東張出横綱 0–0–10             | 東張出横綱2 引退 0–0–10         |
| 各欄の数字は、「勝ち-負け-休場」を示す。 優勝 引退 休場 十両 幕下 三賞：敢=敢闘賞、殊=殊勲賞、技=技能賞 その他：★=金星 番付階級：幕内 - 十両 - 幕下 - 三段目 - 序二段 - 序ノ口 幕内序列：横綱 - 大関 - 関脇 - 小結 - 前頭（「#数字」は各位内の序列） |                               |                                 |

- 1909年1月場所までは、幕内力士は千秋楽に出場しないのが通例なので、１休はそれに該当する。

## 改名歴
- 種子ヶ島（たねがしま）1900年1月場所
- 星甲 休八（ほしかぶと きゅうはち）1900年5月場所
- 錦洋 与三郎（にしきなだ よさぶろう）1901年1月場所 - 1909年1月場所
- 西ノ海 灘右エ門（にしのうみ なだえもん）1909年6月場所 - 1913年5月場所
- 西ノ海 嘉治郎（にしのうみ かじろう）1914年1月場所 - 1918年5月場所

## 年寄変遷
- 井筒 嘉治郎（いづつ かじろう）1909年3月 - 1931年1月27日